# ハルミチヒロ
ハルミ チヒロ（5月28日 - ）は、日本の女性漫画家。秋田県出身。血液型O型。妹は漫画家の藤谷陽子。

## 経歴
2010年現在、『ビタマン』（竹書房）に作品を掲載している。

## 作品リスト

### 書籍
- 『キューティ リップス』 (2006年10月27日[3]、竹書房〈バンブーコミックス VITAMAN SELECT〉、ISBN 978-4-8124-6520-2)
- 『恋をするのが仕事です。』 (竹書房〈バンブーコミックス VITAMAN SELECT〉、全3巻)
  1. 2008年1月17日[4]、ISBN 978-4-8124-6783-1
  2. 2008年9月27日[5]、ISBN 978-4-8124-6885-2
  3. 2009年5月16日[6]、ISBN 978-4-8124-7085-5
- 『ベルベット・キス』 (2010年 - 2012年、竹書房〈バンブーコミックス VITAMAN SELECT〉、全4巻)
- 『かむかむバニラ!』 (2011年 - 2013年、ソフトバンククリエイティブ〈フレックスコミックス〉、全3巻)
- 『欲情オフィス24時 恋をするのが仕事です』 (2013年8月7日[7]、竹書房〈バンブーコミックス〉、ISBN 978-4-8124-8237-7)
- 『あまい声』 (2014年7月26日[8]、竹書房〈バンブーコミックス COLORFUL SELECT〉、ISBN 978-4-8124-8734-1)
- 『夜をとめないで』 (2014年11月28日[9]、白泉社『楽園 Le Paradis』連載、ISBN 978-4-592-71075-2)
- 『スロースターター』 (2016年7月15日[10]、芳文社〈芳文社コミックス〉、ISBN 978-4-8322-3511-3)
- 『あにいもうと』 (2016年12月22日[11]、白泉社、ISBN 978-4-592-71110-0)
- 『柔肌』 (2019年7月31日[12]、白泉社、ISBN 978-4-592-71154-4)
- 『こいくちルームシェア』 (芳文社『週刊漫画TIMES』連載、〈芳文社コミックス〉、全3巻)
  1. 2020年4月16日発売[13]、ISBN 978-4-8322-3734-6
  2. 2022年4月14日発売[13]、ISBN 978-4-8322-3910-4
  3. 2024年7月16日発売[13]、ISBN 978-4-8322-0417-1
- 『初恋』 (2022年1月31日[14]、白泉社〈楽園コミックス〉、ISBN 978-4-592-71199-5)
- 『カノン』 (2023年12月25日[15]、白泉社〈楽園コミックス〉、ISBN 978-4-592-71233-6)

### アンソロジー
- 百合姫Wildrose Vol.2(一迅社、2008年)
- 公式コミックアンソロジー とある科学の超電磁砲 featuring とある魔術の禁書目録 2(アスキー・メディアワークス〈電撃コミックスEX〉、2013年)
- エクレア あなたに響く百合アンソロジー(アスキー・メディアワークス、2016年)

### 単行本未収録
- いちるののぞみ（『週刊漫画TIMES』2025年4月18日号[16] - ） - 第3話から隔月連載[17]。